# Surfaçage radiculaire
 (avril 2008).
Le surfaçage radiculaire est l'élimination du cément altéré et polissage des surfaces. Il faut retrouver une surface radiculaire biologiquement compatible avec une cicatrisation. Il permet l'élimination de dépôts sous gingivaux adhérents et désorganise le biofilm.
Un surfaçage radiculaire bien fait permet de réduire le nombre d'interventions chirurgicales à faire en deuxième intention.
Dans les cas de parodontites modérées, il peut souvent à lui seul arrêter et stabiliser la parodontite.

## Les indications
Dès qu'on est à un stade de parodontite.
Surfaçage si dépôt de tartre apicalement au rebord marginal de la gencive libre et/ou que l'on a des profondeurs au sondage supérieures à 4 mm.
En urgence, sonder d'abord les incisives et les molaires.
Geste réalisé en urgence de l'abcès parodontal.

## Place du surfaçage radiculaire dans le plan de traitement parodontal
Lors de la thérapeutique initiale, après un détartrage et la mise en place d'un bon contrôle de plaque.
Le surfaçage est suivi d'une réévaluation parodontale (environ 3 mois) si on pense qu'il suffit pour guérir.
Si parodontite agressive, on réévalue à environ 1,5 mois pour réaliser les chirurgies.
On peut le réaliser pendant les phases de maintenance si nécessaire.

## Technique de surfaçage radiculaire
Sous anesthésie locale à l'aide de curettes ou d'inserts ultrasoniques.
Chaque curette présente deux extrémités travaillantes, leur longueur et l'angulation de leur col ainsi que de leurs  facettes abrasives varient en fonction de la dent et de la face de la dent à traiter.
On utilise beaucoup les inserts à ultra son pour surfacer qui sont plus efficaces au niveau des furcations.

## Soins et recommandations post-opératoire et effets secondaires du surfaçage radiculaire
Brossage avec une brosse souple 12 ou 15/100e pendant 4-5 jours.
Éviter de passer les brossettes pendant 4-5 jours.
Prise d'antalgique très rarement prescrite.
Pas de douleur après mais petite gêne ou hypersensibilité au froid sur les surfaces radiculaires.
La conséquence de la maladie parodontale est l'apparition de trous noirs car il y a une rétraction tissulaire.
Prévenir le patient de l'apparition d'espaces plus larges entre les dents (il faudra qu'il adapte la taille des brossettes).

## Effets cliniques et limites du surfaçage radiculaire
Entraine une régénération du parodonte profond qui se traduit par des signes cliniques à évaluer :
1. réduction de la profondeur au sondage
2. diminution du saignement
3. réduction des mobilités dentaires

Régénération spontanée plus facile si liaison étroites plutôt que si lésion large.
L'efficacité du surfaçage radiculaire est directement lié à l'anatomie de la racine et du défaut de la poche parodontale.
On est moins efficace sur les molaires que sur les monoradiculées.
La profondeur des poches parodontales est une limite de l'efficacité de surfaçage radiculaire.
Si on fait trop durer le traitement, l'efficacité est diminuée.
Deux séances avec 48 heures d'intervalle dans l'idéal car cela permet d'éviter la recontamination d'un secteur à l'autre et d'y associer une antibiothérapie qui couvre totalement la période du surfaçage radiculaire.
Dans les formes de parodontites agressives ou dans les sévères avancées, une antibiothérapie par voie générales peut-être associée pour améliorer les résultats cliniques.
On commence l'antibiothérapie le jour du premier surfaçage.